# Musée Glauco-Lombardi
Le musée Glauco-Lombardi est un musée présentant une collection éclectique d'œuvres d'art et culturelles du XIXe siècle à Parme. Il est situé dans le Palazzo di Riserva sur la Strada Garibaldi no  5 dans le centre de Parme, en Émilie-Romagne, en Italie .

## Histoire
Le musée a été créé par Glauco Lombardi (1881-1971) pour collecter, étudier et conserver le patrimoine artistique et documentaire du Parme du XIXe siècle sous les Bourbons (1748-1802, 1847-1859) et Marie-Louise d'Autriche (1816-1847). Beaucoup d'articles ont été  éparpillés pendant la période de l'unification italienne dans les diverses résidences de la famille Savoie. Lombardi a récupéré les œuvres sur le marché des antiquaires ou dans des collections privées. 
De 1915 à 1943, le noyau d'origine du Museo Lombardi a été logé dans la salle de bal et les salles adjacentes du palais ducal de Colorno. En 1934, Lombardi a pu acheter pour le musée les objets précieux qui avaient appartenu à la duchesse Marie Louise, grand-mère du propriétaire d'alors, le comte Giovanni Sanvitale. 
La Seconde Guerre mondiale et les années d'après-guerre ont entraîné de nouvelles difficultés et ce n'est qu'en 1961 que le musée Glauco Lombardi a pu rouvrir dans de nouveaux locaux, au sein du Palazzo di Riserva, dans le centre de Parme. De 1997 à 1999, le musée a subi une restauration majeure, afin d'adapter les  locaux du musée aux systèmes modernes  de sécurité et d'affichage. 
Les collections comprennent des robes, des meubles, des encriers, des gravures, des bijoux et de la porcelaine ainsi qu'une collection de peintures du XIXe siècle d'artistes actifs ou collectés à Parme, notamment Paolo Toschi (1788-1854), Giuseppe Molteni (1800-1867), François Gérard (1770-1837) et Giuseppe Drugman (1810-1846).
Le musée situé dans l'ancienne demeure de l'impératrice Marie-Louise raconte l'histoire de Marie-Louise et Napoléon Ier à travers documents et objets divers.

## Galerie

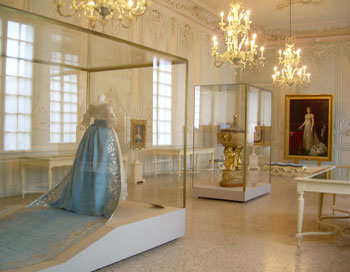
Le salon des fêtes.
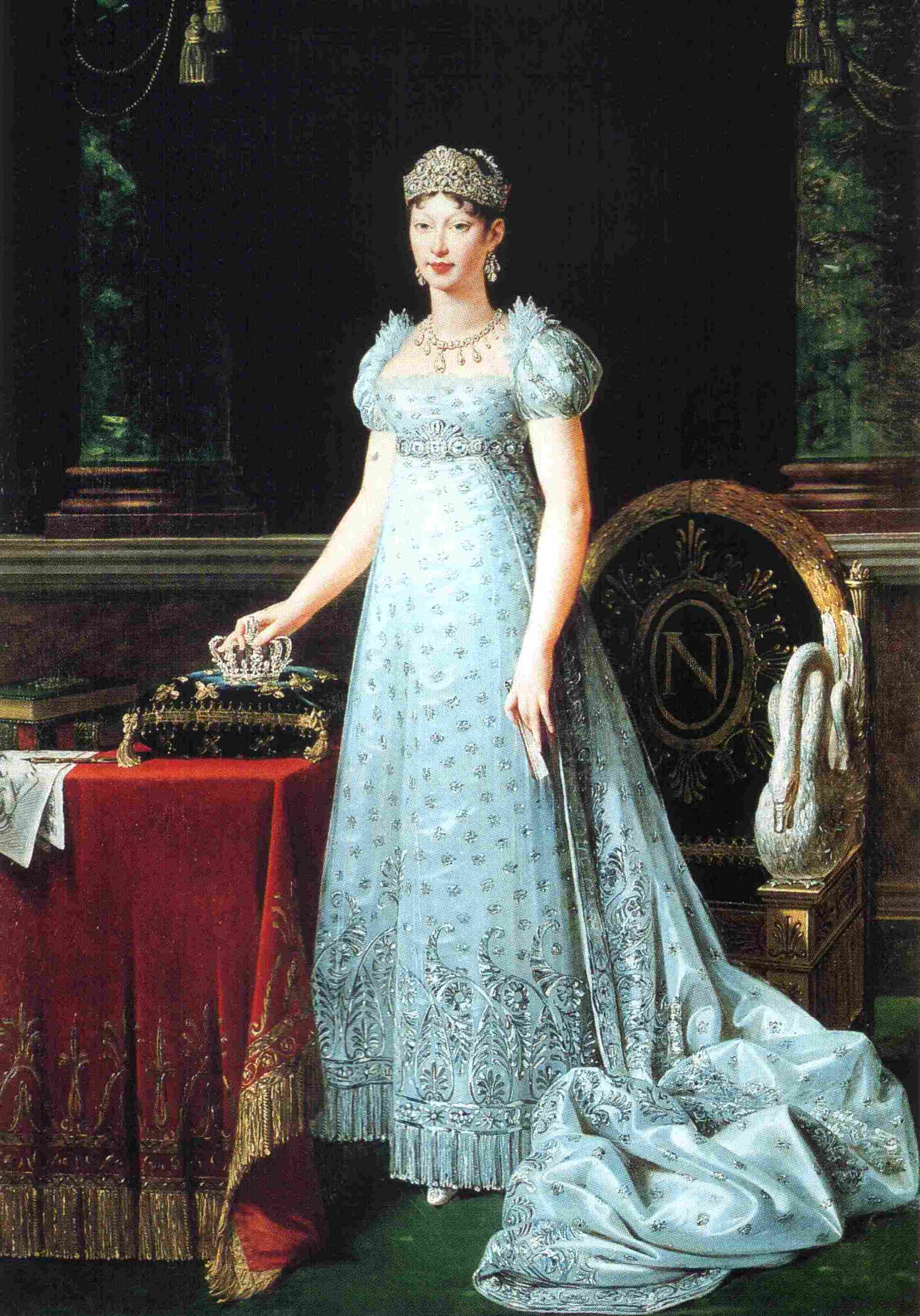
Robert Lefèvre, Marie Louise impératrice, 1812.
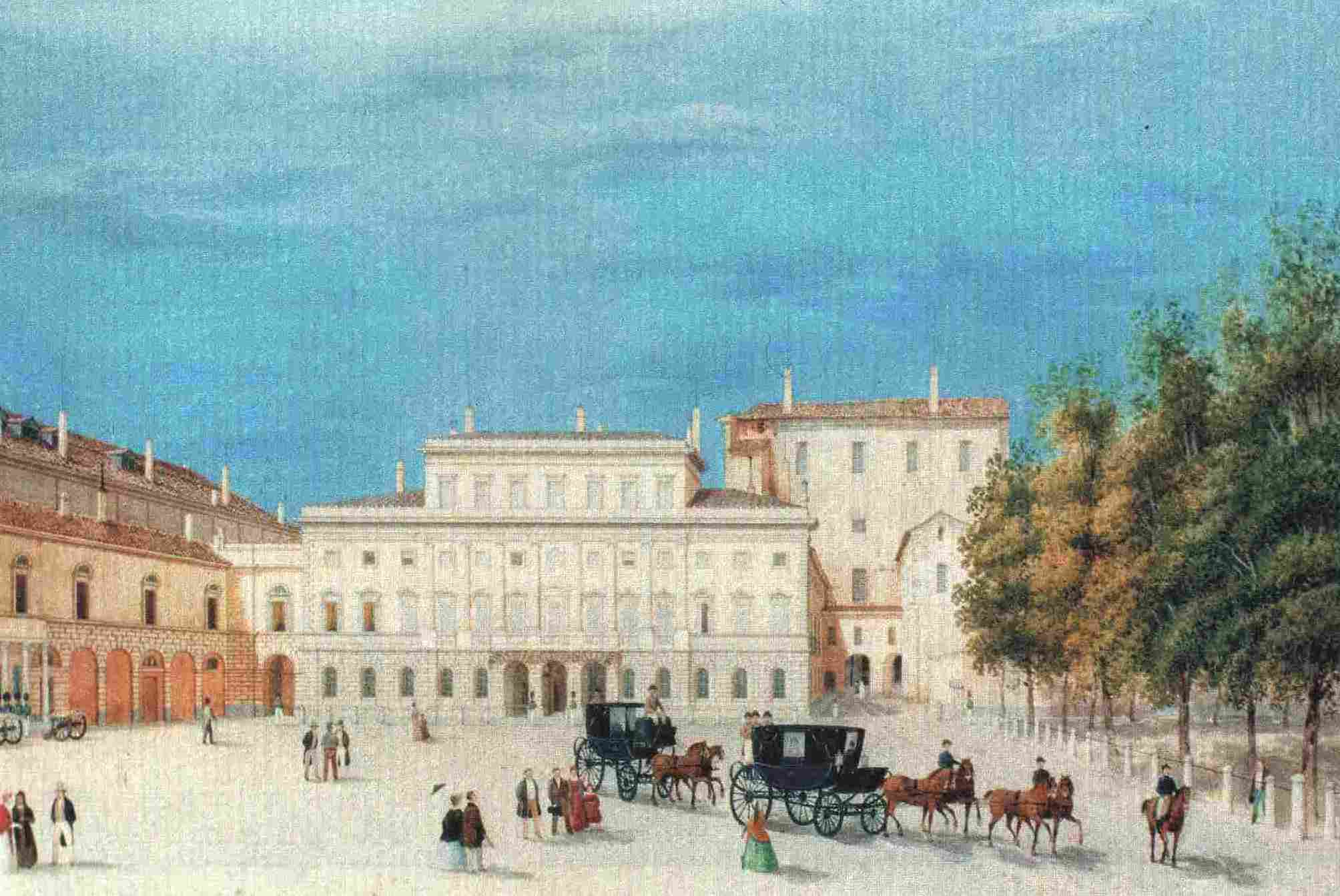
Giuseppe Alinovi, Le Palais ducal de Parme.